# Skepticism
Skepticism é uma banda de doom metal da Finlândia fundada em 1991 e com cinco álbuns oficiais. O som tem como principais características o uso de guitarras pesadas e distorcidas e vocais guturais em um ritmo lento e arrastado, fazendo assim uma atmosfera sombria e melancólica. Dentro dos sub-gêneros do doom metal eles estão classificados como funeral doom assim como Thergothon, Stabat Mater e Shape of Despair.

## História
Começando com um som death metal em suas primeiras gravações, o Skepticism logo começou a evoluir para um estilo mais distinto, uma combinação de doom metal e death metal lento, com o uso de teclados prolífico, especialmente por meio de órgão. Os teclados pretendem criar um som depressivo, em vez do som gótico que muitas bandas de metal ao usar teclados tendem a se concentrar. Este estilo foi ouvido pela primeira vez no demo Aeothe Kaear (1994), que ainda se seguiria com o material que viria a seguir. O álbum de estreia Stormcrowfleet levou esse estilo um passo adiante, composto por seis faixas longas e lentas com um comprimento médio de cerca de 10 minutos cada.
Após isso, a banda lançou seu primeiro "par", um EP e álbum que são tematicamente conectados: Ethere (1997) e Lead and Aether (1998). Em 1999, foi lançado Aes, um EP de uma faixa que dura quase 28 minutos, com outra experimentação em território estilísticos diferentes da banda. Uma variedade de temas musicais são explorados antes da música se voltar sobre si mesma e retornar ao tema de abertura.
Os lançamentos posteriores da banda estão contidos no segundo "par", The Process of Farmakon (2002) e Farmakon (2003). Estes lançamentos envolvem outra ligeira separação de versões anteriores, através da introdução de mais elementos de dissonância e experimentação. Em 2008 a banda lança o álbum Alloy.

## Formação
- Matti - Vocal
- Jani Kekarainen - Guitarra
- Eero Pöyry - Teclado
- Lasse Pelkonen - Bateria

## Discografia

### Demos, singles & EPs
- Towards My End (7" Single, 1992)
- Aeothe Kaear (Demo, 1994)
- Ethere (EP, 1997, Red Stream)
- Aes (EP, 1999, Red Stream)
- The Process of Farmakon (EP, 2002,  Red Stream)

### Álbuns
- Stormcrowfleet (1995, Red Stream)
- Lead and Aether (1998, Red Stream)
- Farmakon (2003, Red Stream)
- Alloy (2008, Red Stream)
- Ordeal (2015, Svart Records)